# Марія Барбелла
Марія Барбелла (24 жовтня 1868 — 24 березня 1950) — американська жінка італійського походження. Помилково відома як Марія Барбері в той час, вона була іншою, засудженою до смерті на електричному стільці. У 1895 році її засудили за вбивство свого коханця, але в 1896 році вирок було скасовано, і вона була звільнена. Суд над нею став відомою справою наприкінці XIX століття.

## Життєпис
Марія Барбелла народилася 1868 року в муніципалітеті Феррандіні в регіоні Базиліката Італії. Її родина емігрувала до Малберрі-Бенд у Нью-Йорку, в 1892 році. Проживши в Сполучених Штатах Америки майже рік, Марія Барбелла зустріла Доменіко Катальдо, який походив з того ж регіону Італії. Вона працювала на фабриці й щодня проходила повз кабінку для чищення взуття Катальдо. Вони багато часу проводили разом, але Марія тримала ці зустрічі в таємниці від свого батька Мікеле, який намагався контролювати все її життя. Але він таки дізнався про Доменіко і заборонив Марії наближатися до нього, а тим більше говорити з ним. Проте Доменіко продовжував переслідувати Марію, поки вона нарешті не погодилася побачитися з ним знову.
Одного разу Катальдо відвіз її до пансіону, де нібито одурманив її купленим напоєм, а потім зґвалтував. Марія вимагала, щоб він одружився з нею. Катальдо показав їй ощадну книжку з депозитом у 400 доларів і пообіцяв, що зробить це найближчим часом. Марія продовжувала жити з ним у пансіоні, а Катальдо кілька місяців відкладав шлюб. Насправді він уже був одружений з жінкою в Італії, і вони мали спільних дітей.
Спустошена, коли Катальдо сказав їй, що припиняє їхні стосунки та повертається до Італії, Барбелла розповіла матері про ситуацію. Її мати зустрілася з Катальдо і наполягла на тому, щоб він одружився з Барбеллою, але він сказав, що зробить це, лише якщо вони заплатять йому 200 доларів. 26 квітня 1895 року приблизно о 9:30 ранку Доменіко Катальдо грав у карти в салоні на Східній 13-й вулиці Нью-Йорка. Він планував того дня сісти на корабель, який відпливав до Італії.
Барбелла увійшла до бару, де почалася коротка перепалка. Вона сказала: «Тільки свиня може вийти за тебе!» Потім Барбелла витягнула бритву й порізала йому шию так швидко, що Катальдо не мав можливості закричати. Він, хитаючись, вийшов за двері, хапаючись обома руками за горло, звалив Барбеллу, розбризкуючи всюди кров. Нарешті, коли він досяг авеню А, він упав на узбіччя і, здригаючись, упав у жолоб, де й помер.

## Суд
Барбелла була заарештована і поміщена в нью-йоркські Зали правосуддя та Будинок ув'язнення (також відомі як «Гробниці») на 2,5 місяці. Її призначеними адвокатами були Амос Еванс та Генрі Седжвік. Суд розпочався 11 липня 1895 року. Ця справа викликала суперечки, оскільки італійці вважали вердикт несправедливим, оскільки в суді не було італійців. Під час суду Барбелла не могла говорити або розуміти англійську мову. Вона все зізналася: і як перерізала йому горло, і як він біг за нею, але не зміг до неї дотягнутися і впав мертвий. Присяжні виявили співчуття до її справи; однак, за словами Реєктора Гоффа, «вирок відповідав фактам, і жодне інше рішення не могло бути розглянуто з огляду на докази». Присяжні визнали Барбеллу винною, а її відправили до в'язниці Сінг Сінг, де вона була засуджена до страти на електричному стільці 19 серпня 1895 року. Марія Барбелла стала другою жінкою, засудженою до страти на електричному стільці (після пом'якшеного вироку серійній вбивці Ліззі Геллідей у 1894 році).

## Другий суд і звільнення

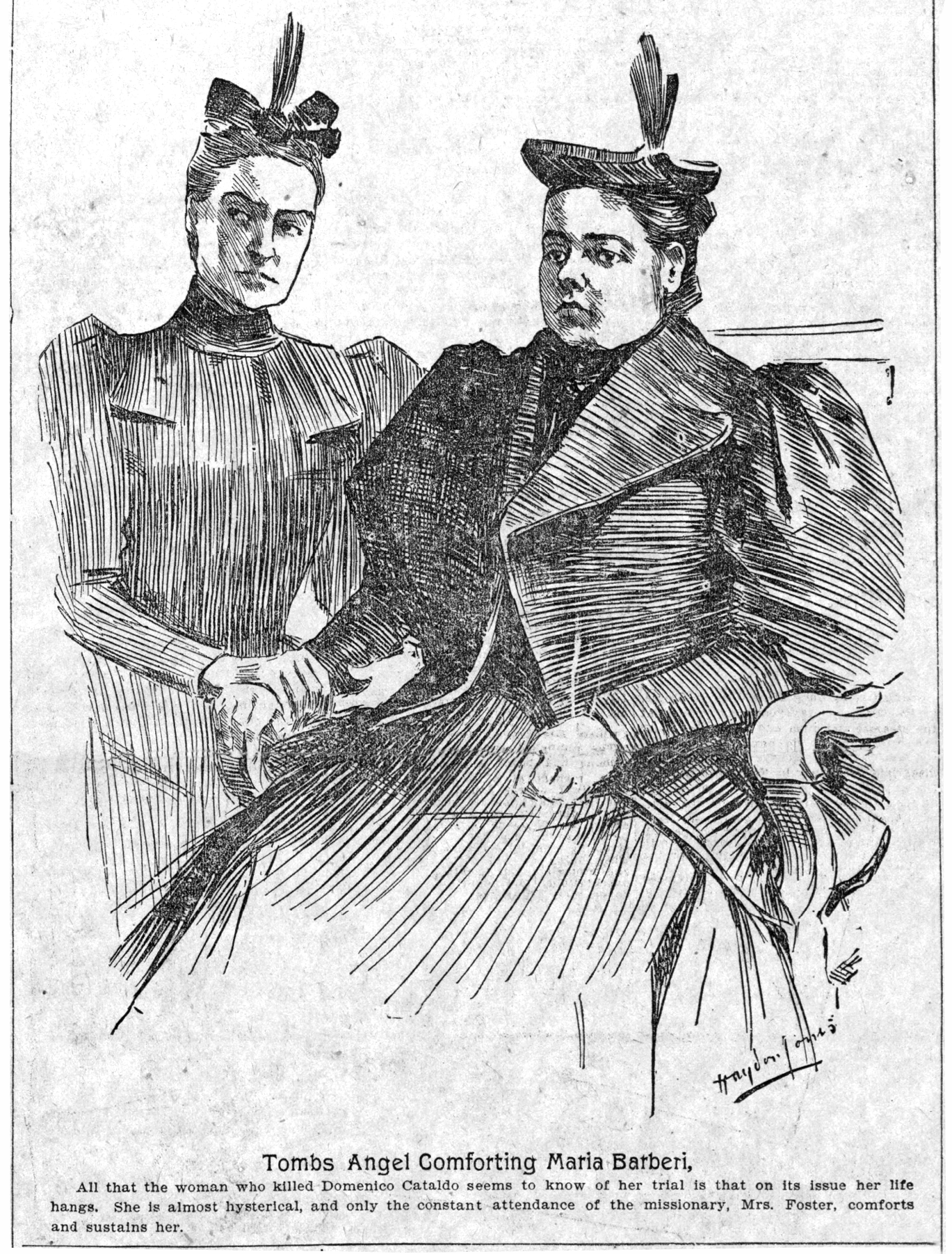
Марія Барбелла на своєму другому суді, на якому була присутня «Ангел гробниць» Ребекка Саломе Фостер

Багато хто скаржився губернатору Леві Мортону на те, як впоратися з цією ситуацією, але, здавалося, нічого не можна було вдіяти. Їй було задоволено апеляцію на підставі рішення суду присяжних, які чітко свідчили на користь засудження. 16 листопада 1896 року відбувся другий суд. Цього разу адвокат представив набагато більш співчутливий випадок: що вона була жертвою зґвалтування, що призвело знову до появи в неї епілепсії, яка існувала раніше. У неї нібито стався напад і вона втратила розум. Її визнали невинною.

## Подальше життя
Після виходу з в'язниці вона знову потрапила на шпальти газет через порятунок сусідки, яка випадково підпалила себе. Барбелла схопила ковдру й загасила вогонь руками. Марія Барбелла вийшла заміж за італійського іммігранта на ім'я Франческо Паоло Бруно 4 листопада 1897 року. У 1899 році у неї народився син Фредерік. У 1902 році вона жила з батьками та чоловіком. Згідно з переписом 1940 року, вона проживала як Мері ді К'яра зі своїм другим чоловіком Ернесто на Пайк-стріт у Мангеттені. Марія Барбелла померла 24 березня 1950 року і похована на кладовищі Старої Кальварії як Марія ді К'яра.

## У масовій культурі
«Illicit and Lethal» — епізод про життя Марії Барбелли з документального фільму «Смертельні жінки», який спочатку транслювався на Discovery Channel у 2017 році.
Епізод подкасту The Memory Palace від 1 листопада 2019 року розповідає про її історію.